# William Fife
William Fife, OBE (1857 – 1944), è stato un progettista scozzese di yacht, uno dei nomi più noti della progettistica navale da diporto dei primi anni del Novecento.
Conosciuto anche come Wm. Fife, Jr., appartiene alla terza generazione di una famiglia di progettisti e costruttori scozzesi di yacht.

## Biografia
Fife nacque nel piccolo villaggio di Fairlie nel Firth of Clyde. Suo padre, William Fife II (1821–1902) e suo nonno, William Fife I (1785–1865), erano stati ambedue disegnatori e costruttori navali. La famiglia lavorava in un cantiere situato sulla spiaggia del villaggio. Fife cominciò a costruire yacht nel 1890 e ben presto superò i risultati che avevano raggiunto il padre e il nonno, diventando uno dei progettisti più noti e apprezzati, tanto che ben presto acquisì una reputazione di designer che lo fece conoscere in tutto il mondo, ricevendo commissioni dalle famiglie reali europee e da paesi lontani come l'Australia. Dopo il successo ottenuto dal suo Dragon nel 1888, Fife adottò il simbolo stilizzato del dragone cinese come suo marchio di fabbrica. 

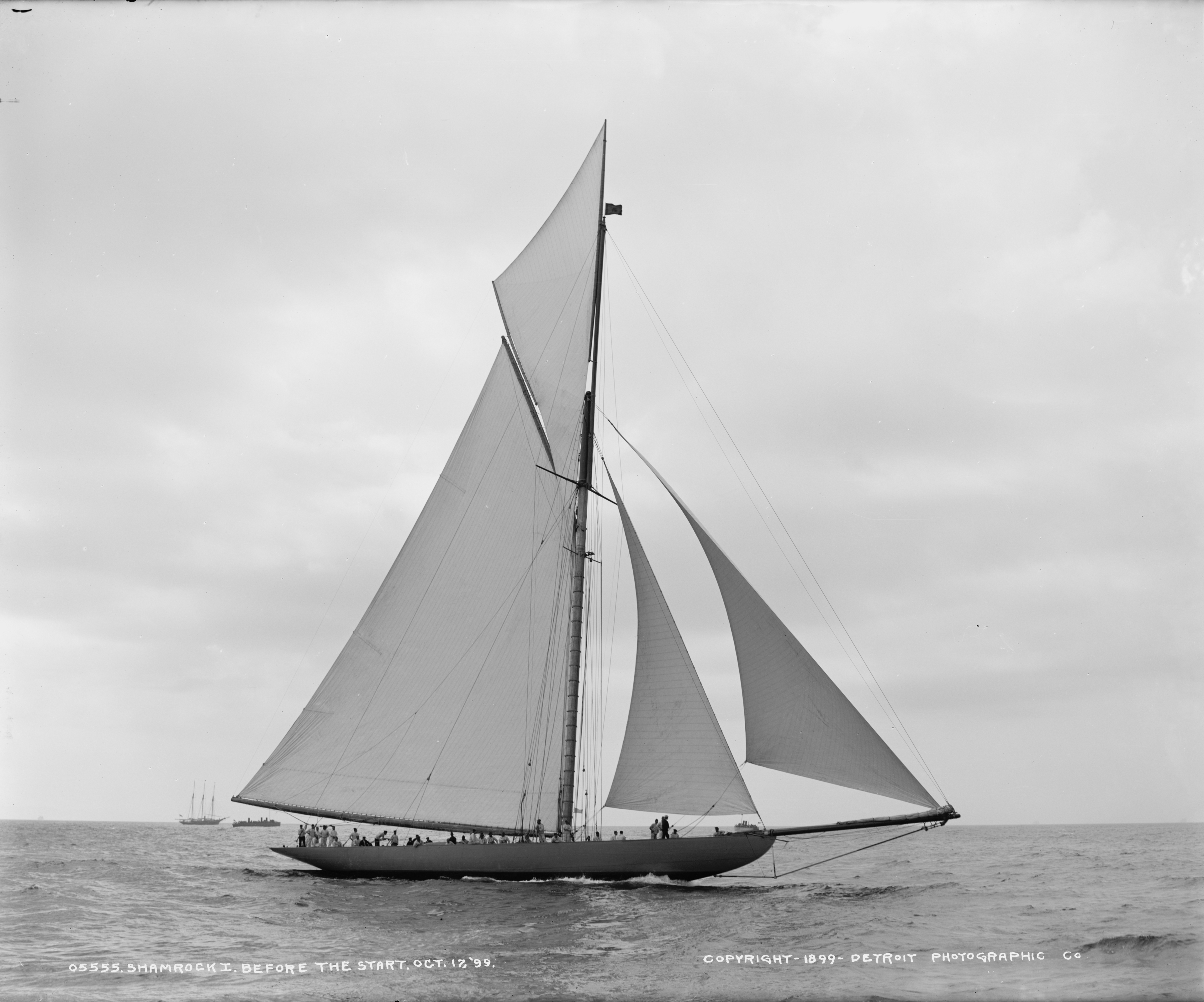
Shamrock (America's Cup, 1899)

Fife costruì due dei velieri che parteciparono all'America's Cup, barche che gli furono commissionate da Thomas Lipton, il magnate scozzese (ma di origine irlandese) che partecipò cinque volte alla coppa come sfidante, sempre con un'imbarcazione cui venne dato il nome di Shamrock, il trifoglio irlandese. Fife progettò e costruì il primo Shamrock che, nel 1899, perse con il defender Columbia e il terzo che, nel 1903, perse contro il Reliance, rappresentante del New York Yacht Club.
Il cantiere di Fife acquisì grande reputazione per la qualità estrema nella costruzione delle imbarcazioni. Attualmente, vi sono circa un centinaio di barche costruite da Fife ancora esistenti, una cinquantina delle quali navigano tuttora. Tra le più grandi, si trovano Altair (1931), Belle Aventure (1929), Cambria (1928), Hallowe'en (1926), The Lady Anne (1912), Moonbeam III (1903), Moonbeam IV (1920), Mariquita (1911) e Tuiga (1909) che partecipano ancora alle regate europee. Nell'America del nord, si possono trovare nel New England l'Adventuress (1924) e il Sumurun (1914).
Per il suo lavoro, William Fife fu insignito dell'OBE, diventando Ufficiale dell'Ordine dell'Impero Britannico. Nel 2004, il suo nome venne iscritto nell'America's Cup Hall of Fame.
Fife morì nel 1944. Non si era mai sposato, né lasciò figli. Il cantiere, passato nelle mani di un nipote, continuò a lavorare ancora per alcuni anni dopo la sua morte, ma senza più raggiungere l'eccellenza che aveva caratterizzato l'opera di Fife.

## Nella cultura di massa
Un ketch di ventiquattro metri che è uscito dai cantieri scozzesi di William Fife viene citato nel romanzo giallo Il sesto faraone di Hans Tuzzi.

## Galleria d'immagini

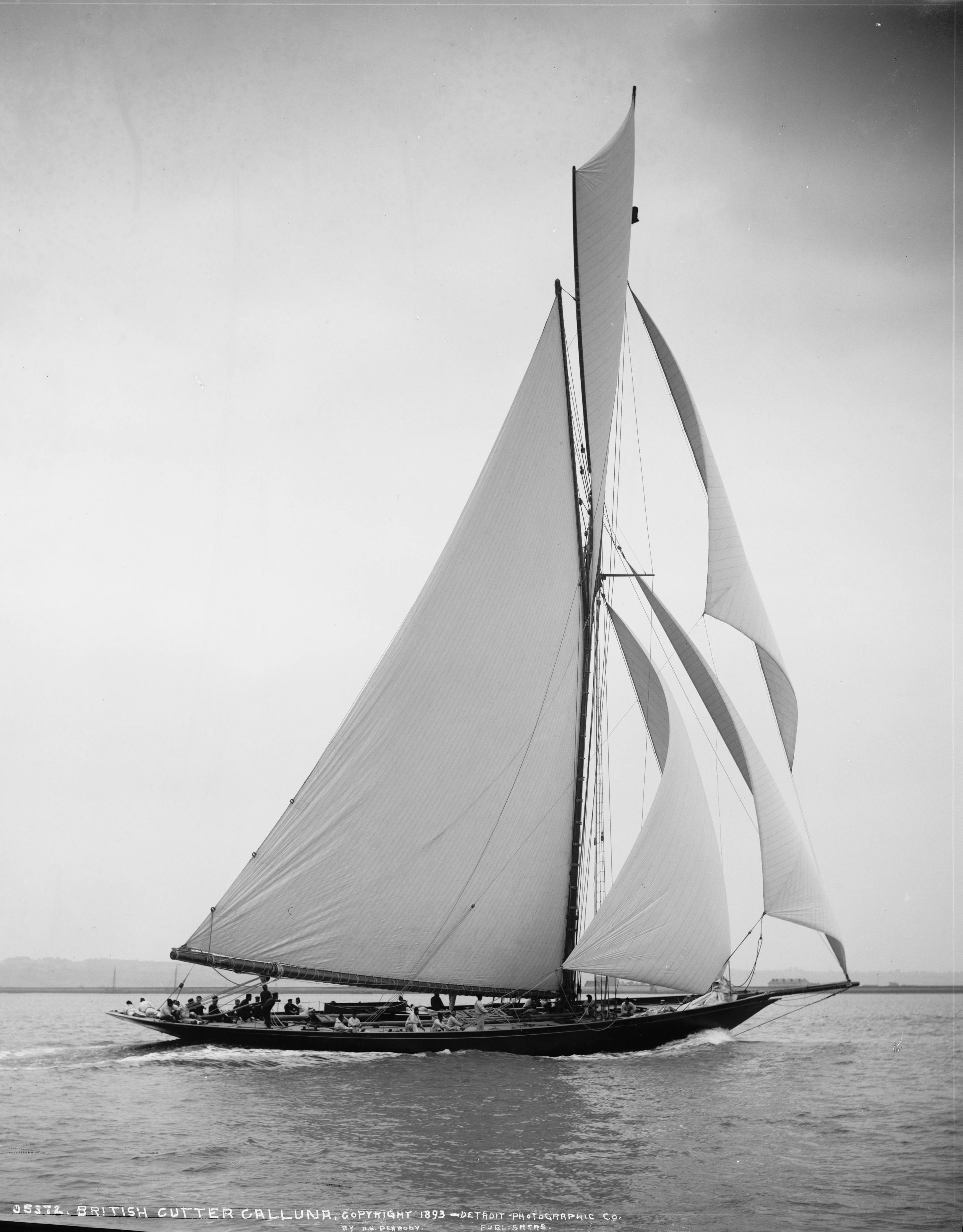
Calluna (1893)
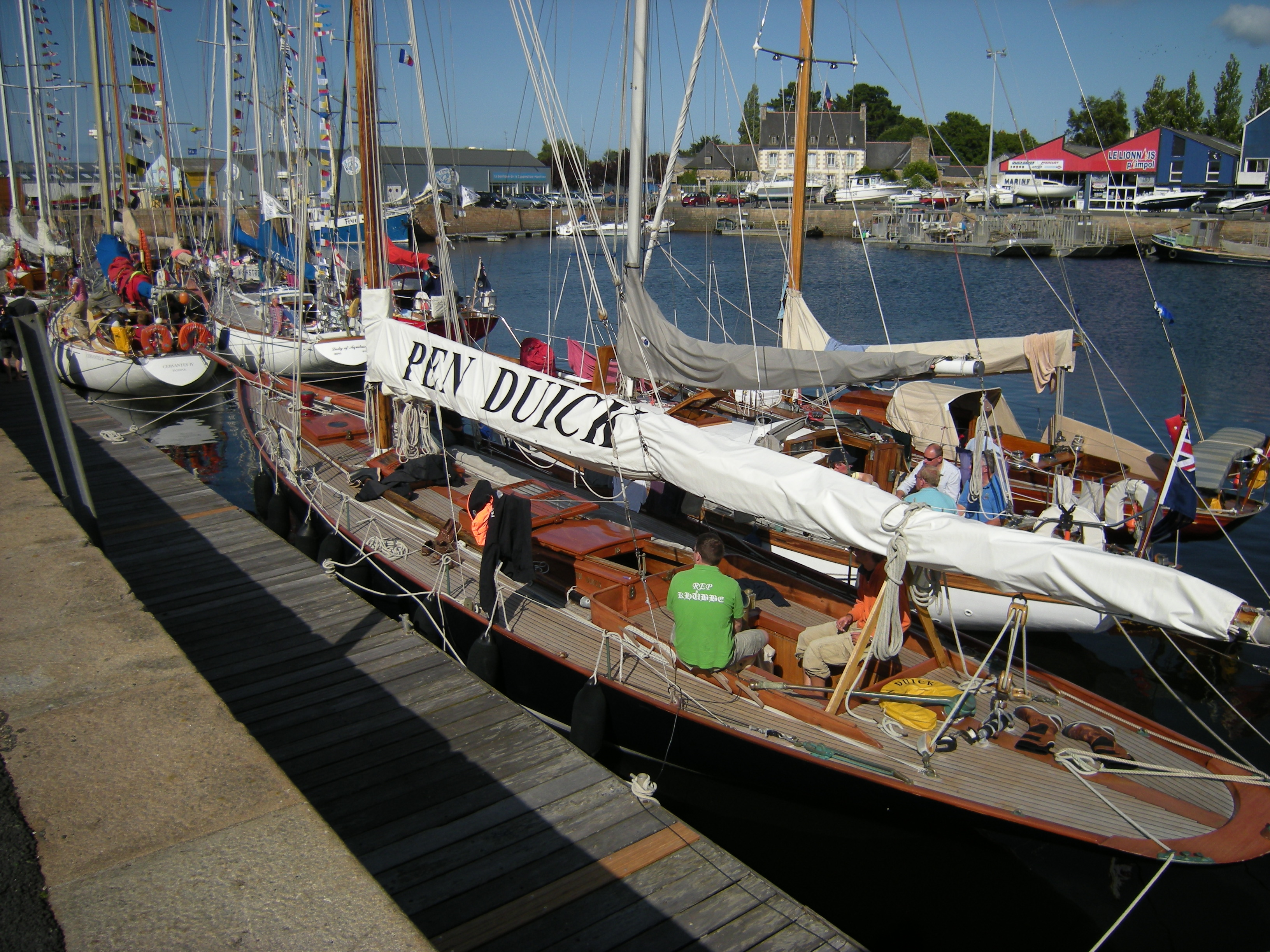
Pen Duick (ex-Yum, 1898)
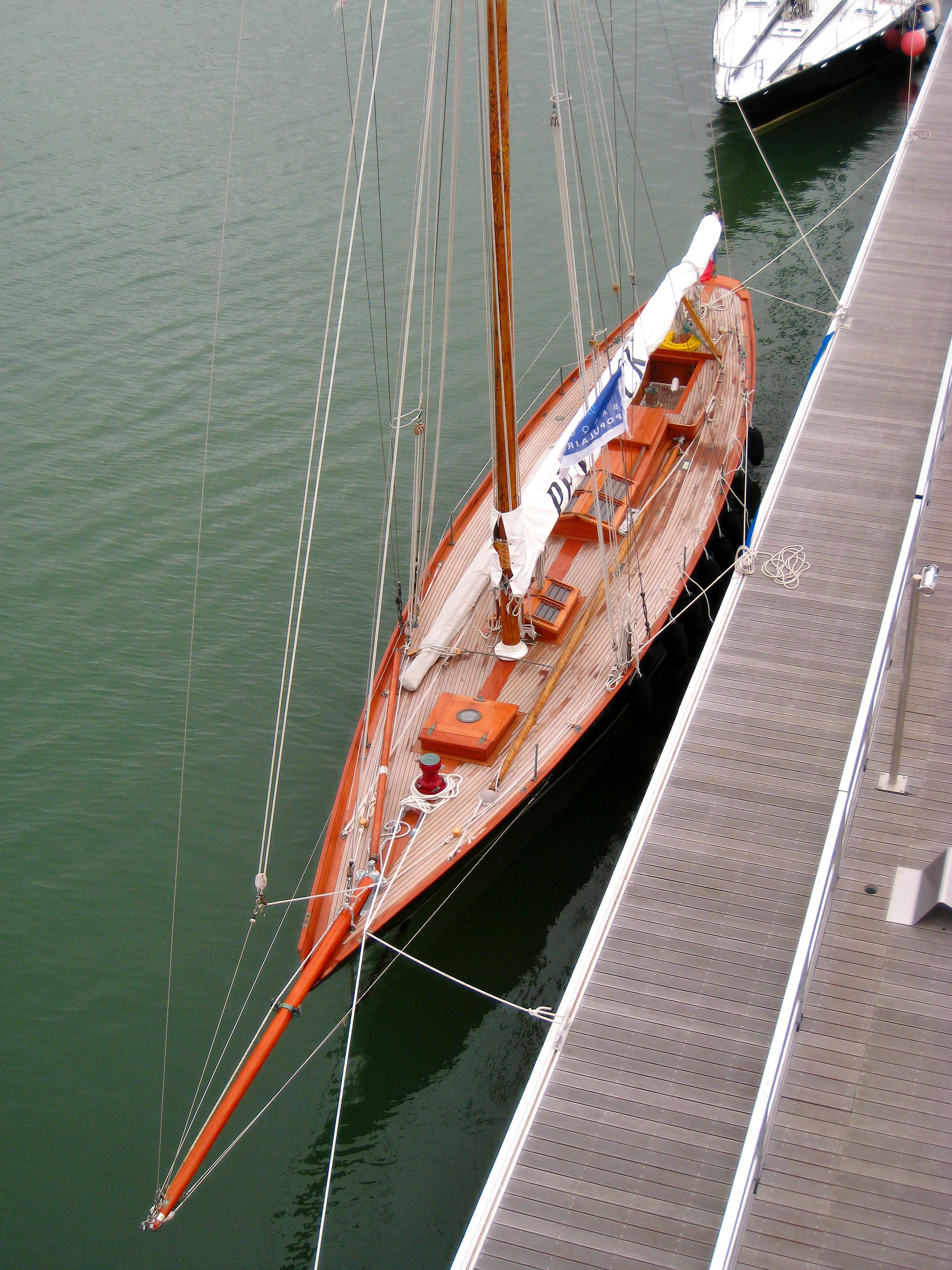
Pen Duick (ex-Yum, 1898)
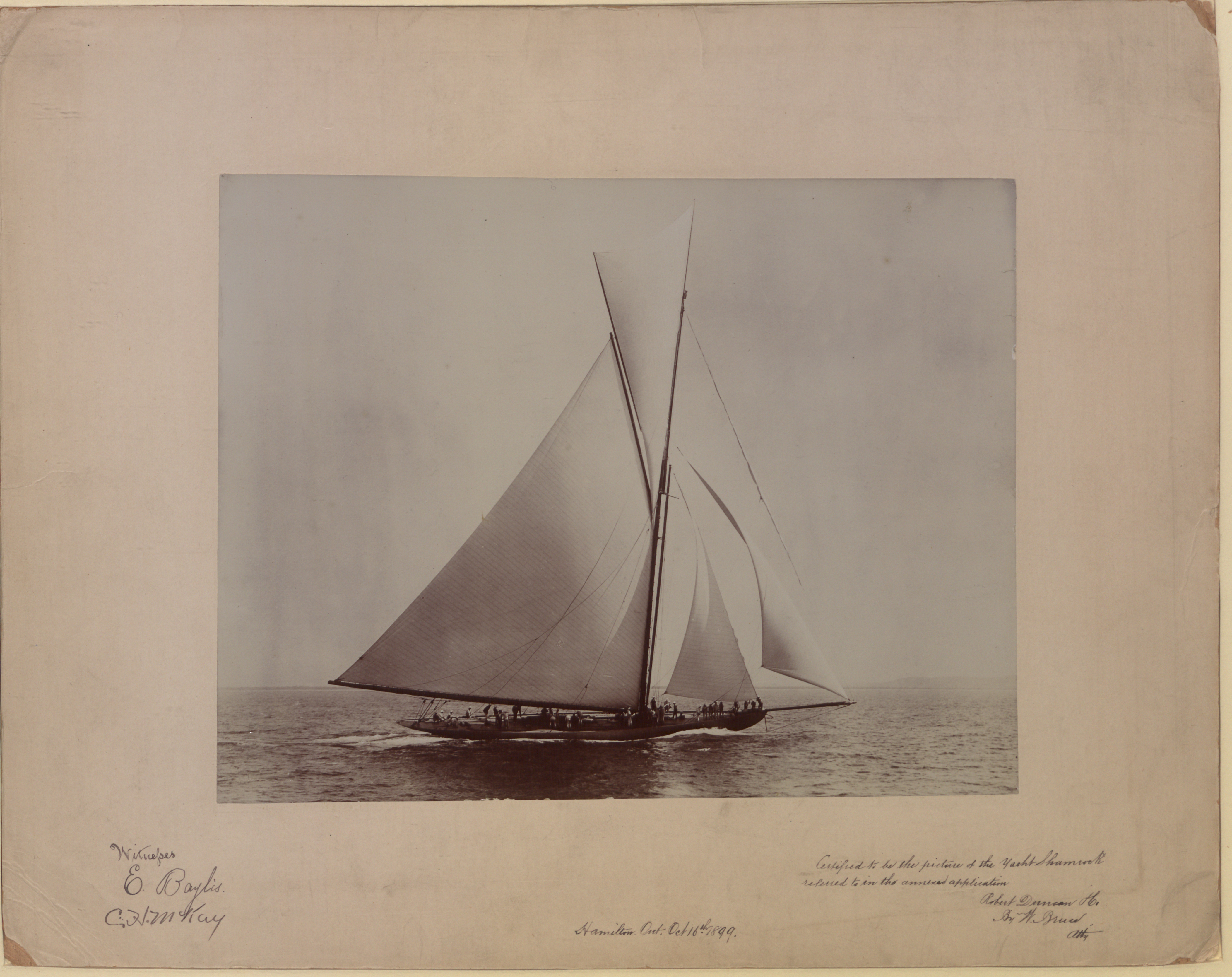
Shamrock (1899)
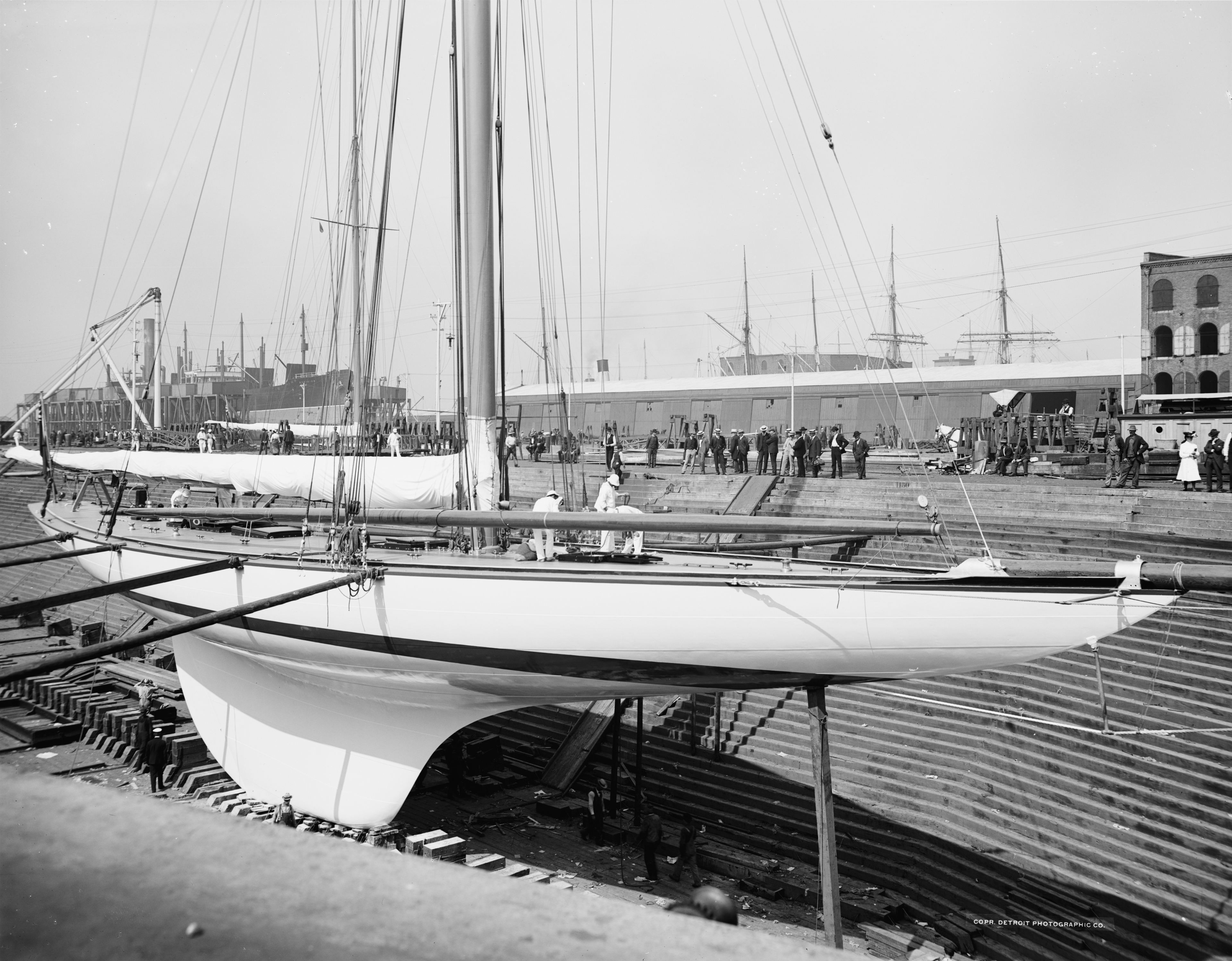
Shamrock III (1903)
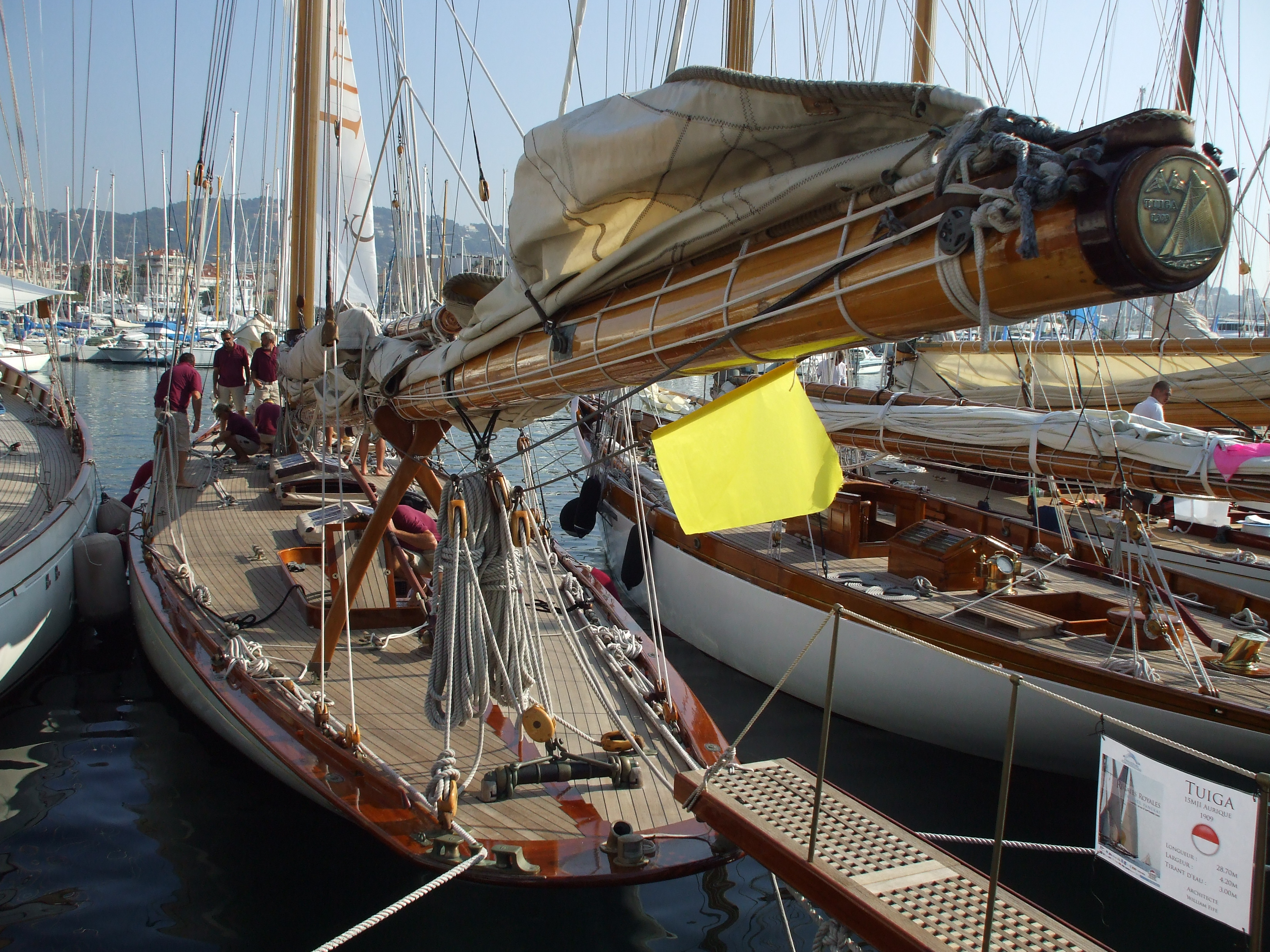
Tuiga (1909)
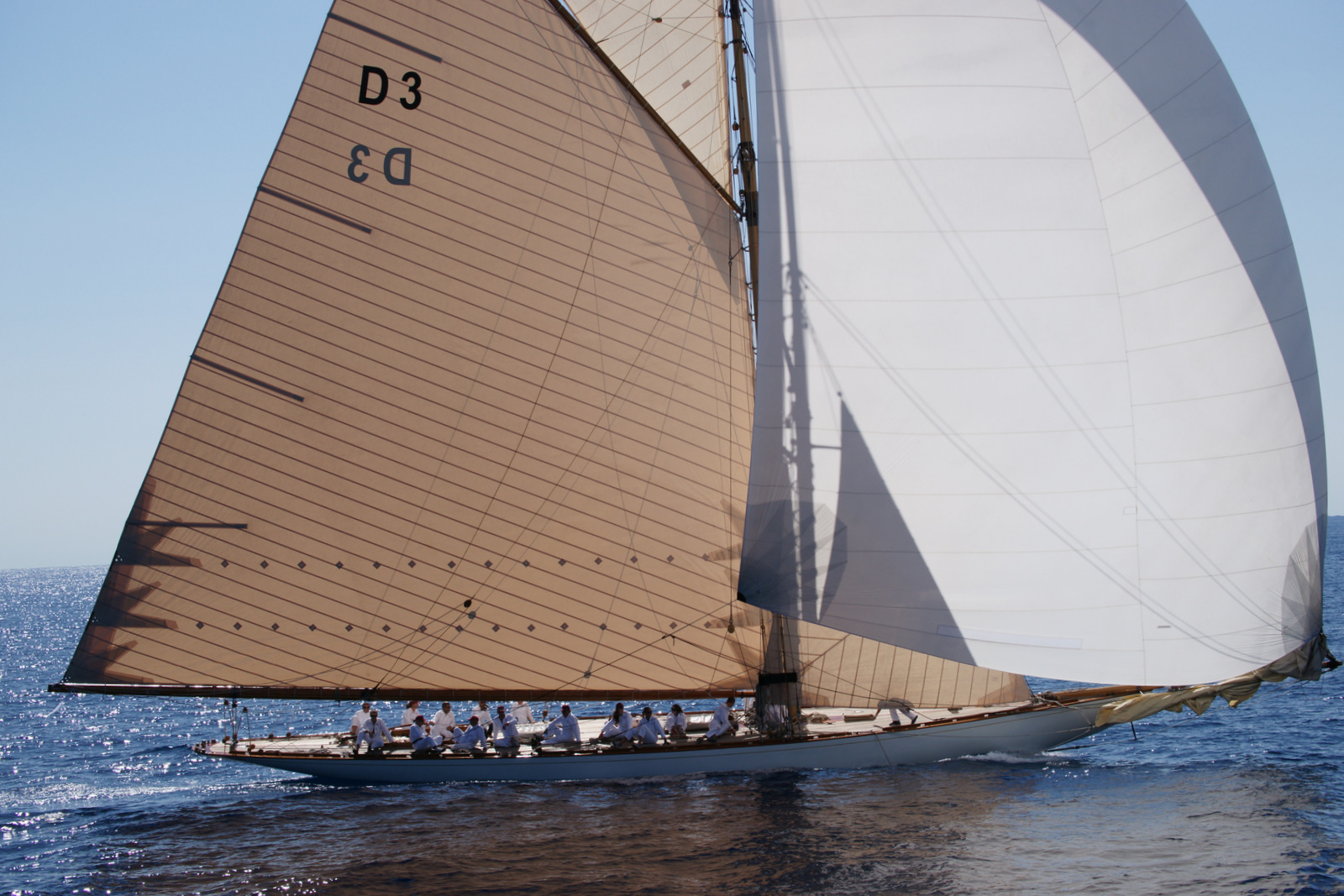
Tuiga (1909)